# Люсидас
«Лю́сидас» (англ. Lycidas) — поэма английского поэта XVII века Джона Мильтона, написанная в 1637 году в жанре пасторальной элегии.

## Имя Люсидас
«Вновь, плющ, и мирт, и лавр вечнозелёный,
Вновь с ваших густолиственных ветвей
Побеги, неокрепшие покуда,
Безжалостно я буду
Срывать рукою грубою своей.
Жестокость это, спору нет, но ей
Несчастье наше служит извиненьем —
Мёртв Люсидас. До срока мир лишился
Того, кому нет равных меж людей.
Как не запеть о нём, коль песнопеньям
Меж нами каждый у него учился?
Так пусть к нему, кто на гребне зыбей
Качается теперь в гробнице влажной,
Доносит ветер горький плач друзей!
...
Имя Люсидас является производным от древнегреческого имени Ликид. Это имя часто встречается в античных источниках. Геродот в IX книге своей «Истории» упоминает афинского советника в Саламине по имени Ликид.

А Мурихид предстал перед советом [афинян] и изложил поручение Мардония. Один из советников, Ликид, высказался за то, что лучше было бы не отвергать предложения Мурихида, а представить его народному собранию. А подал такое мнение Ликид неизвестно, потому ли, что был подкуплен Мардонием, или оттого, что считал его действительно правильным. Афиняне же, услышав такой совет, пришли в негодование (советники – не менее, чем народ, с нетерпением ожидавший на улице) и тотчас обступили Ликида и побили его камнями. Геллеспонтийца же Мурихида они отпустили невредимым. На Саламине между тем поднялось смятение из‑за Ликида; афинские женщины, узнав о происшествии, знаками подстрекая и забирая по пути с собой одна другую, явились к жилищу Ликида и побили камнями его жену и детей.

Позже имя Ликид появляется у других античных авторов. У Феокрита (Идиллии, VII) он выводится в качестве поэта-козопаса, у Вергилия («Буколики», IX) в качестве греческого пастуха. У Овидия («Метаморфозы», XII) упоминается кентавр по имени Ликид.

## Создание и публикация
В августе 1637 года при кораблекрушении у побережья Уэльса в Ирландском море утонул университетский друг Мильтона Эдвард Кинг. Друзья Кинга решили выпустить сборник, посвящённый его памяти. Джон Мильтон написал для сборника элегию «Люсидас». Сборник был издан в 1638 году в Кембриджской типографии, элегия Мильтона была подписана в нём инициалами J. M. В отличие от большинства стихотворений, которые были опубликованы в этом сборнике на латинском и древнегреческом языке, элегия Мильтона была опубликована на английском языке.
В 1645 году элегия была переиздана под полным именем Мильтона в его первом поэтическом сборнике. К ней было добавлено краткое прозаическое предисловие.

## Художественные особенности и значение
Произведение представляет собой небольшую поэму, написанную в жанре пасторальной элегии, состоящую из 197 строк и неравномерно рифмованную. Следуя традициям древнегреческой, древнеримской, раннесредневекой литературы и литературы раннего Возрождения, Мильтон запечатлевает любимого человека с помощью пасторальной поэзии. Мильтон описывает Кинга как бескорыстного друга и аллегорически обвиняет Бога в том, что несправедливо наказывать молодого человека, преждевременно заканчивая его карьеру, которая резко контрастировала с эгоистичной и развратной деятельностью большинства английских министров и епископов.
В элегии Мильтон даёт тонкие описания идеализированной сельской жизни, но само настроение глубже и обнаруживает таящиеся в душе поэта патриотические страсти; фанатизм революционера-пуританина странным образом переплетается здесь с меланхолической поэзией в духе Петрарки. Аникст определяет эту элегию как поэму о высоком назначении поэта и о хрупкости человека перед лицом стихии.

## Переводы на русский язык
Русский перевод элегии был выполнен Юрием Корнеевым и опубликован в 1976 году в томе Мильтона в серии «Библиотека всемирной литературы»:
- Мильтон Дж. Потерянный рай. Стихотворения. Самсон-борец. — М.: Художественная литература, 1976. — 575 с. — (Библиотека всемирной литературы). — 303 000 экз.

### Комментарии
1. ↑  Представлен фрагмент текста с целью ознакомления и для узнаваемости песни. Текст защищён законами об авторском праве и не может быть опубликован целиком.

### Критические издания текста
- The Complete Poetical Works of John Milton / Ed. Douglas Bush. — Boston: Houghton Mifflin Company, 1965.
- Milton, John. The Complete Poetry and Essential Prose of John Milton / Ed. William Kerrigan, John Rumrich, and Stephen Fallon. — New York: The Modern Library, 2007.

### Статьи и монографии
- Womack, Mark. On the Value of Lycidas // Studies in English Literature, 1500-1900. — 1997. — С. 119—136. — JSTOR 450776?seq=1#fndtn-page_scan_tab_contents.
- Аникст А. А. Джон Мильтон // Джон Мильтон. Потерянный рай. Стихотворения. Самсон-борец. — М. : Художественная литература, 1976. — С. 5—24. — 575 с. — (Библиотека всемирной литературы).
- Самарин Р. М. Творчество Джона Мильтона. — М.: Изд-во МГУ, 1964. — 485 с.
- Горбунов А. Н. Три великих поэта Англии: Донн, Милтон, Вордсворт. — М.: Изд-во МГУ, 2012. — 320 с. — 500 экз. — ISBN 978-5-211-06168-2.